# 仲代達矢
仲代 達矢（なかだい たつや、英︰Tatsuya Nakadai、男性、1932年〈昭和7年〉12月13日 - ）は、日本の俳優・演出家・歌手・ナレーター・声優。劇団俳優座出身。無名塾主宰。愛称︰モヤ。仕事所属。本名︰仲代 元久（なかだい もとひさ、Motohisa Nakadai）。
東京都目黒区出身。身長178cm、体重75kg、血液型はB型、星座はいて座。

## 概要
劇団俳優座出身で演劇・映画・テレビドラマで活動を続け、映画全盛期から斜陽時代以降までの映画界を支えてきた代表的俳優である。
出演映画が米国アカデミー賞と世界三大映画祭（カンヌ・ヴェネツィア・ベルリン）の全てで受賞しており、森雅之・山形勲と並び四冠を達成している。

## 来歴

### 生い立ち
東京府東京市目黒区（現：東京都目黒区）生まれ。4兄弟の長男。父親は茨城県稲敷郡長竿村（現：河内町長竿）の豪農の長男で、茨城県立江戸崎農学校を卒業しており、千葉交通（現：京成バス）のバス運転手をしていた。東京に移ってからは外車を購入し、ハイヤー業を営んでいた。
父の転勤により千葉県習志野市津田沼に移るが、その後は、東京都世田谷区瀬田に移り、用賀の小学校に転校。
8歳のときに父親を結核で亡くし、やがて母親は赤坂区（現：東京都港区）青山界隈の弁護士事務所に住み込みで働くようになり、青山南町の青南小学校に転校する。戦時中は母を青山に残したまま調布市仙川の大慈山永久院昌翁寺に疎開した。よくその際の不満を述べている。その後、その隣町の世田谷区千歳烏山に移った。
1945年（昭和20年）、東京都立北豊島工業学校に入学するが空襲が激しいため、ここを中退し、東京都立重機工業学校を卒業、敗戦を迎える。学制改革ののち、競馬場の切符売り、パチンコ屋などのアルバイトをしながら東京都立千歳高等学校定時制を卒業した。

### 俳優の道へ

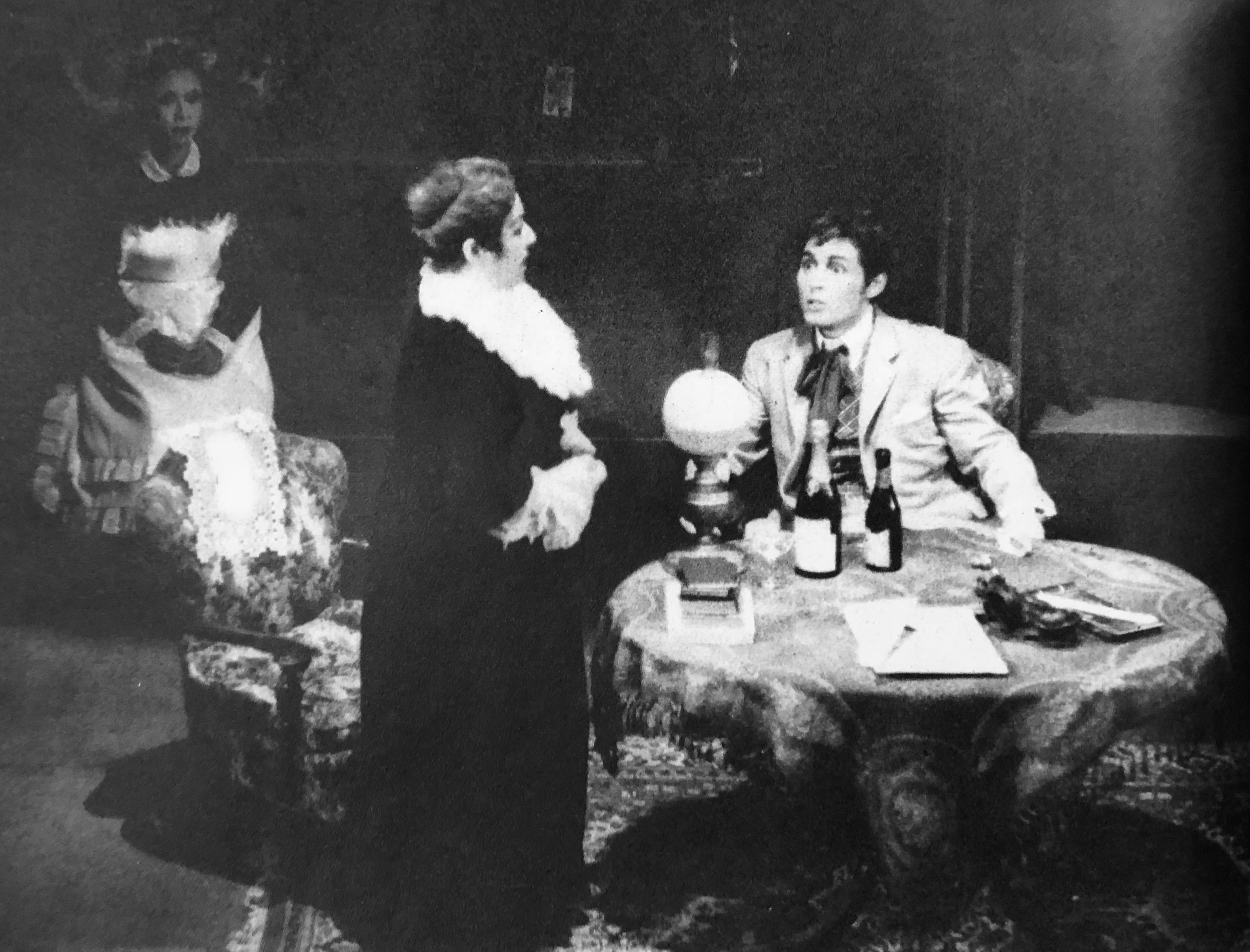
1955年9月16日から28日にかけて俳優座劇場で上演された『幽霊』で仲代はオスワル役に抜擢された。左から秋好光果、東山千栄子、仲代。

高校卒業後、俳優座公演を観劇した際、千田是也の演技に感銘を受け、1952年（昭和27年）、俳優座養成所を受験して合格、養成所の第4期生として入所。この時の受験料は、競馬場でアルバイトをしていた時に出会い、仲代に俳優となることを薦めた人物が出したという。同期生には宇津井健・佐藤慶・佐藤允・中谷一郎ら。なお、このうち佐藤允・仲代・中谷の3人は、後年岡本喜八監督作品の常連となった「喜八一家（ファミリー）」。同期生の中では、新東宝に入社した宇津井とは仕事上接点がなくなってしまったが、宇津井とは性格が違ったものの仲が良く、映画『七人の侍』では、ともに浪人役のエキストラとして共演している。仲代はバーで働きながら役者修業に励んだが、困窮する生活は変わらなかった。
養成所時代に『七人の侍』（1954年）で、セリフなしの浪人役を務めて映画デビュー。養成所から仕出しで派遣された数秒間のエキストラ出演、この作品で時代劇の歩き方ができなかった仲代は監督・黒澤明から「歩き方が変だ」と罵られ、ワンカットに朝の9時から午後3時までの半日がかりの撮影となってしまい、最終的に「いいや。OK」となった。
1955年（昭和30年）、養成所を卒業（前年既に初舞台）、準劇団員扱いで俳優座に入団した。同年9月の公演『幽霊』で、オスワル役に抜擢された。この『幽霊』を見た月丘夢路が映画監督の井上梅次に進言。井上から依頼が舞い込み、映画『火の鳥』（1956年・日活）で月丘の相手役という大役を務め、映画でも本格デビューを果たし注目された。谷口千吉監督の映画『裸足の青春』では準主役で起用され、千葉泰樹監督の『大番』、『黒い河』（1957年）における冷酷なヤクザ・人斬りジョーの演技でも存在感を示す。
1957年（昭和32年）、俳優座所属の女優（まもなく演出家・脚本家に転身）・宮崎恭子と結婚。1958年、市川崑の『炎上』に出演。

### 主演俳優に
映画会社大手5社から、専属俳優にと望まれたが、舞台へのこだわりなどから、結局どの会社とも専属契約を締結せずフリーランスの道を歩み続けた。この背景もあって、五社協定に縛られることなく映画出演の機会に恵まれた。1959年（昭和34年）から1961年（昭和36年）まで六部で総上映時間が約10時間の『人間の條件』で主人公・梶役に起用される。撮影が1年半に及んだこの作品で、仲代は監督の小林正樹も感服する演技を見せると、小林からは「まさに天才。」とまで言われ、その後も、『切腹』（第36回キネマ旬報賞男優賞、第13回ブルーリボン賞男優主演賞）などの小林作品の主演で起用され、小林が監督を務めた、13作品に出演した。
東宝では三船敏郎に対抗できる敵役俳優として、『用心棒』（1961年）の監督・黒澤明から出演依頼を受ける。『七人の侍』出演時に黒澤から散々NGを出された記憶もあって「立派な役者になって、二度と黒澤組には出ない」と心に決めていた仲代は当初出演をきっぱりと固辞した。『悪い奴ほどよく眠る』でも黒澤は仲代にオファーを出していたが、スケジュールが合わないとの理由でオファーを断ったものの、黒澤本人に呼び出されて説得されたため出演することにし、残忍なヤクザを演じ、翌年の『椿三十郎』、1963年の『天国と地獄』でも起用された。
他映画では『鍵』（1959年）、『切腹』（1962年）、『怪談』（1964年）、『上意討ち 拝領妻始末』（1967年）などに出演した。1968年（昭和43年）にはイタリア映画『野獣暁に死す』に出演、アジア系ではなくメキシコ・インディアンの血を引くという設定のアメリカ人の悪役であった。1960年代には斜陽期となった映画界を支える新進の代表格とみなされるようになり、先述通り舞台俳優としても引き続き活躍、俳優座の看板俳優として演劇界にも地位を確立する。
1970年代には山崎豊子原作・山本薩夫監督の政財界もの映画『華麗なる一族』（1974年）で準主役を一人二役で、同じ原作・監督による『不毛地帯』（1976年）では主役を務めた。『白い巨塔』（1966年）の製作時にも山崎からオファーを受けていたが、舞台への出演と重なり、出演出来なかった。映画俳優としてはフリーを通しながらも東宝への出演が多く、会社別を基本として編纂されたグラビア叢書セット「戦後日本映画黄金時代」（日本ブックライブラリー1978）では「東宝の主役」の巻に収録されている。
1980年（昭和55年）の『影武者』で、監督・黒澤明との確執で降板した勝新太郎の代役として、急遽主役に抜擢され、同作はカンヌ国際映画祭でパルム・ドールを受賞した。同年には『二百三高地』にも主演、乃木希典を演じた。
テレビドラマにおいては、1972年のNHK・大河ドラマ『新・平家物語』で平清盛を演じ、清盛が出家する後半では実際に剃髪している。その後の大河ドラマの出演は、1996年の『秀吉』で千利休を、2007年の『風林火山』では武田信虎というドラマ前半の重要な役を演じた。現代劇では、中国残留孤児となった子を探し続ける父親を演じた『大地の子』に出演するなど、幅広い役柄を演じている。

### 近年の活躍
2010年（平成22年）、久々の主演映画『春との旅』が公開され、日本映画批評家大賞 ダイヤモンド大賞 荻昌弘賞、イタリアのAsian Film Festival Reggio Emilia 最優秀主演男優賞を受賞した。また黒澤明誕生100年にあたり、同年の『文藝春秋』7月号で、香川京子と対談した。
2015年（平成27年）、文化勲章を受章。同年には2本の映画に主演した。2017年には主演作『海辺のリア』が公開された。
2020年（令和2年）、86歳にして主演映画『帰郷』が公開された。インタビューにおいて「もしかしたらこの映画が（自分の）最後の作品になるかもしれない」との発言を残している。

## ギャラリー

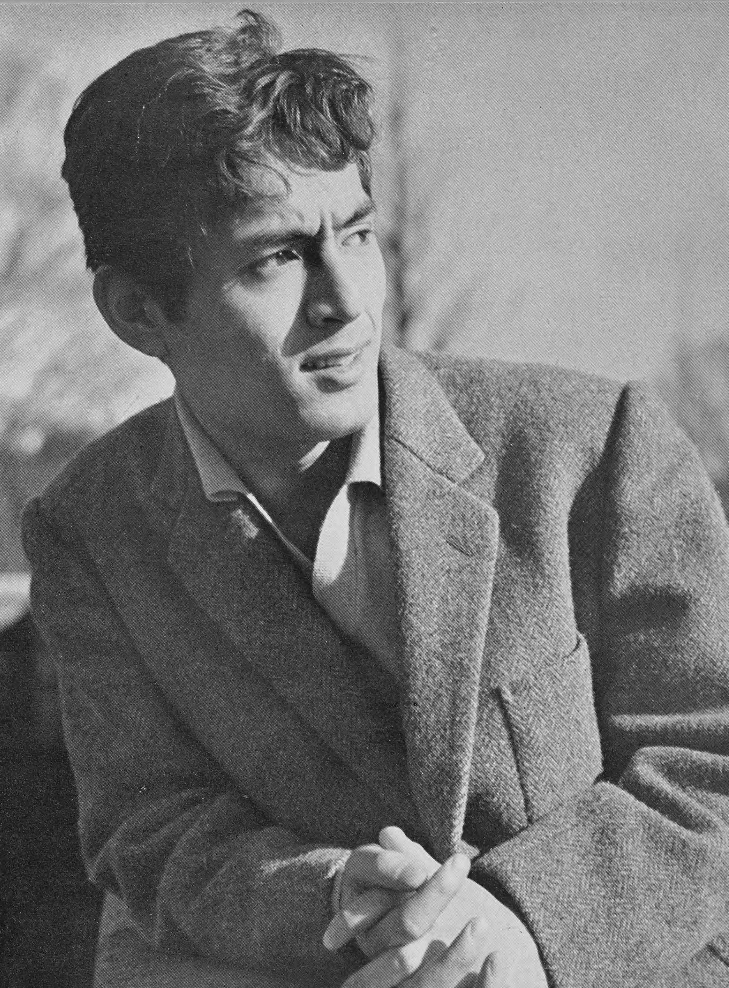
『映画情報』1958年5月号より
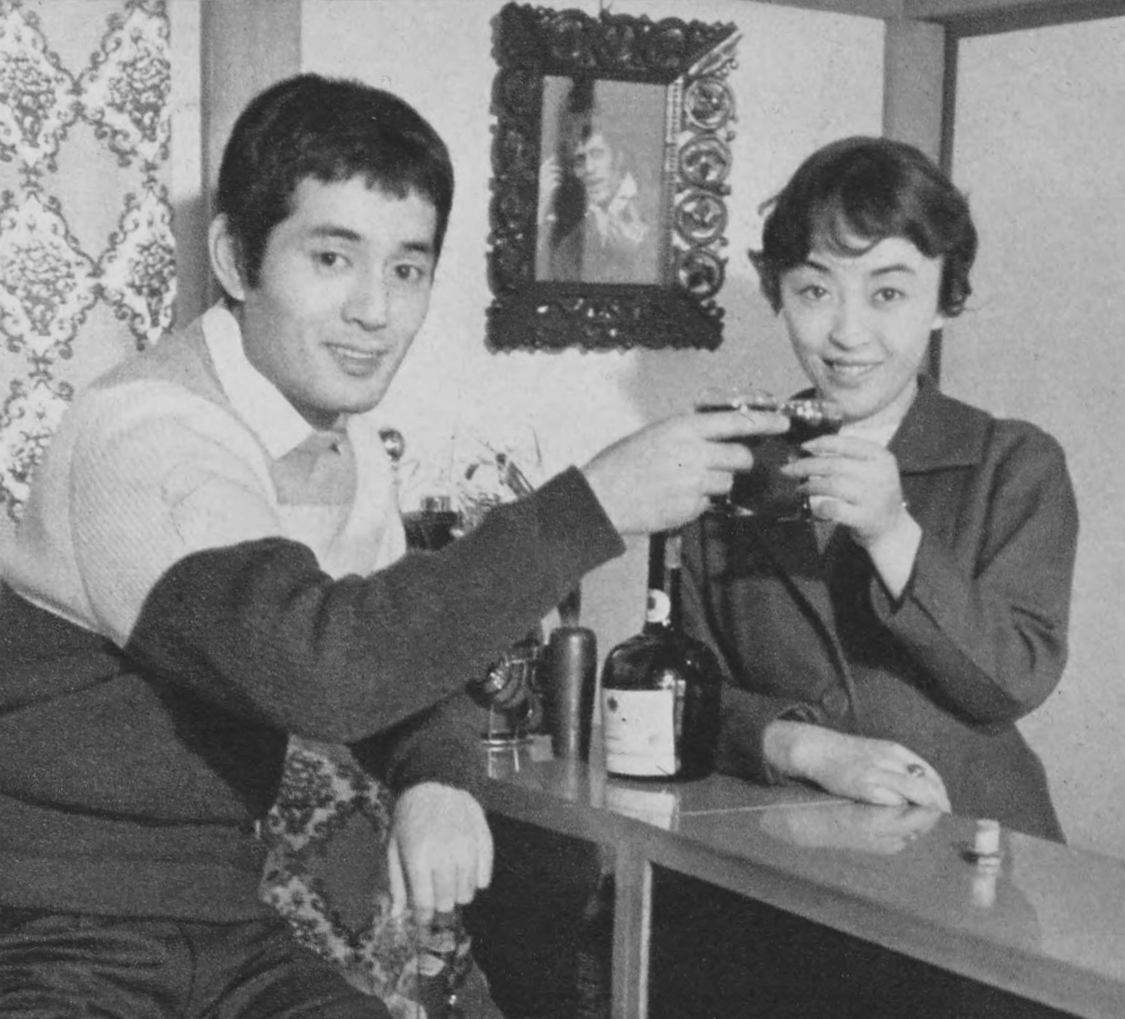
妻の宮崎恭子と仲代（1960年）
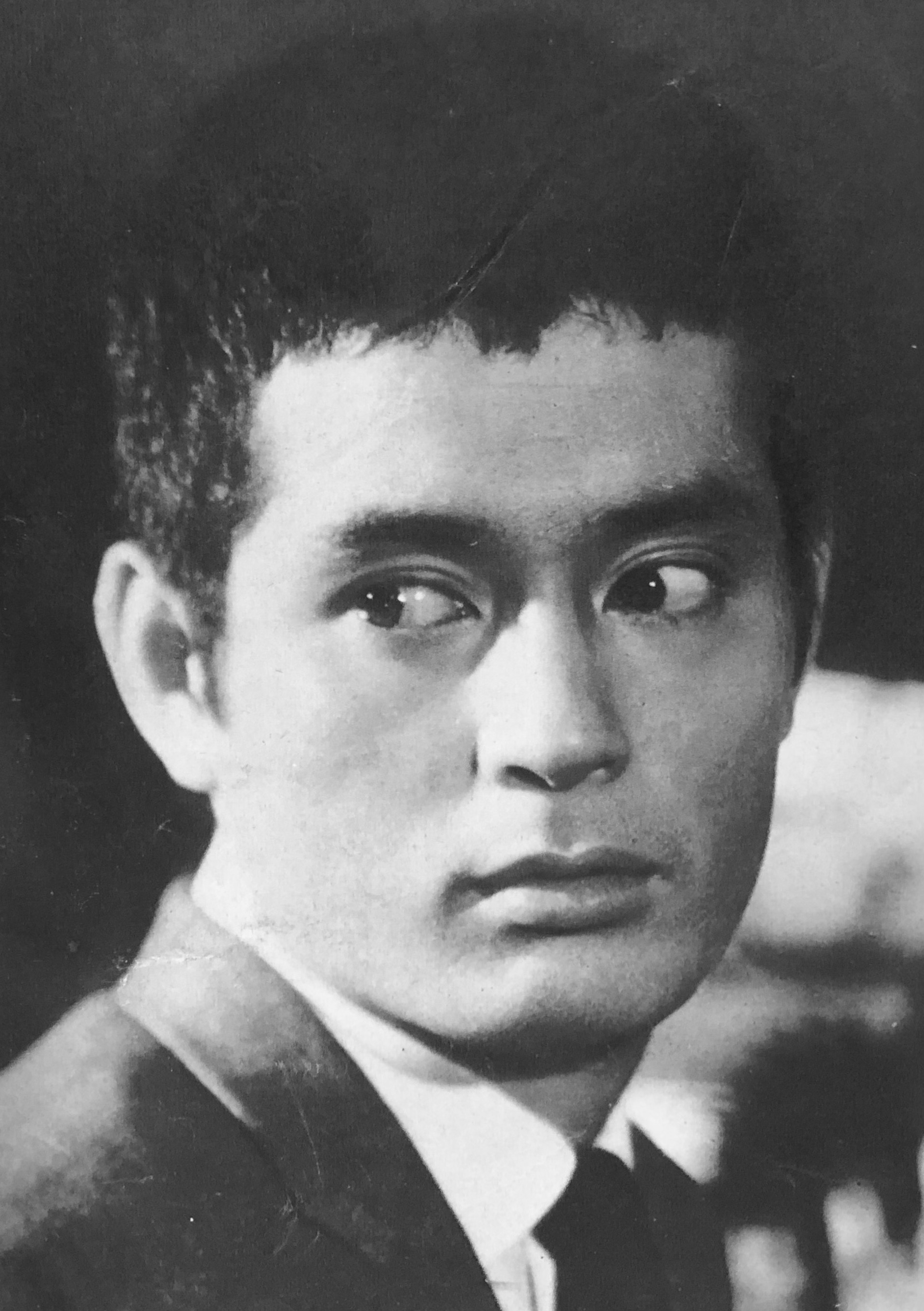
『キネマ旬報』1960年1月下旬号より
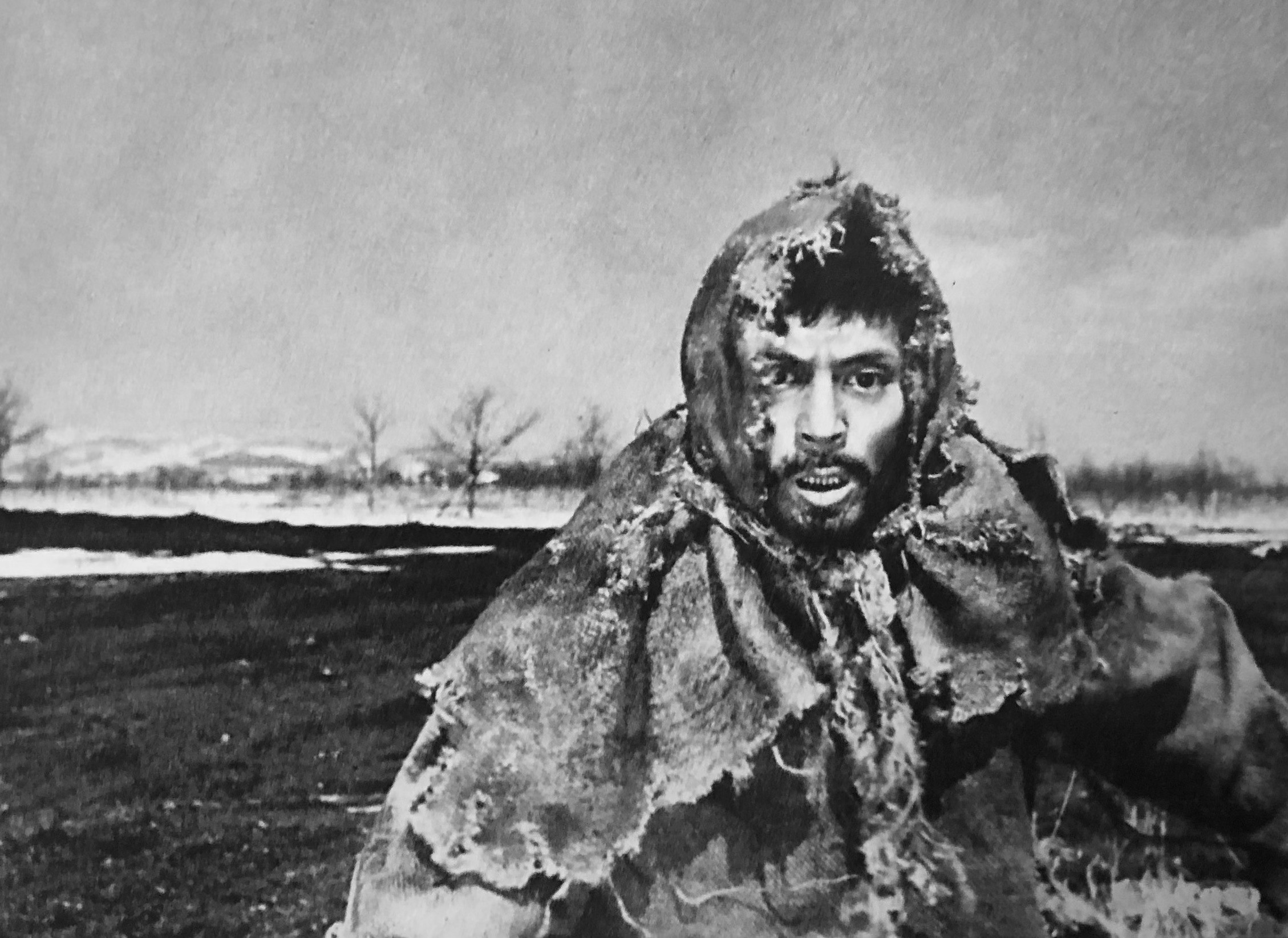
『人間の條件 第5部／第6部』（1961年）
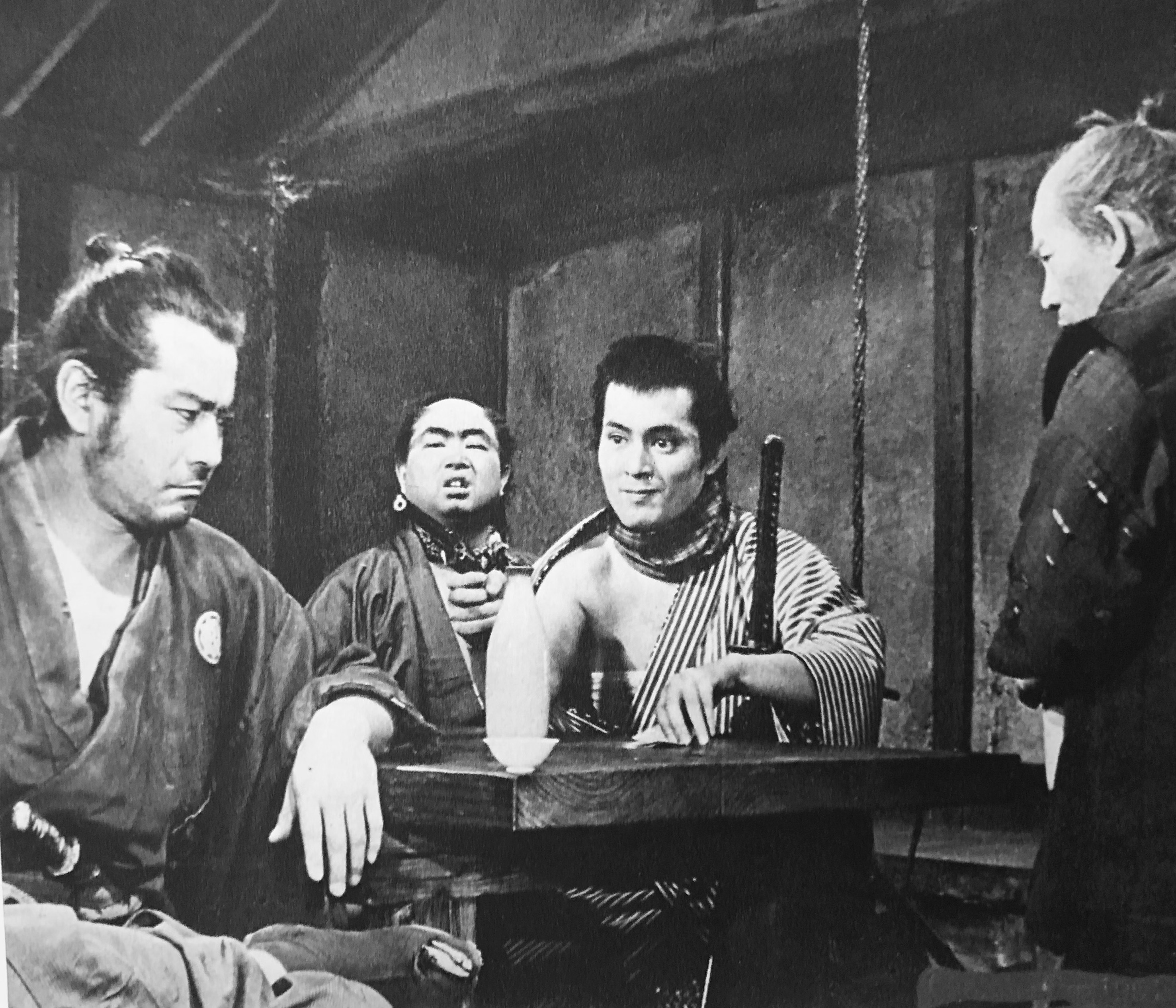
『用心棒』（1961年）
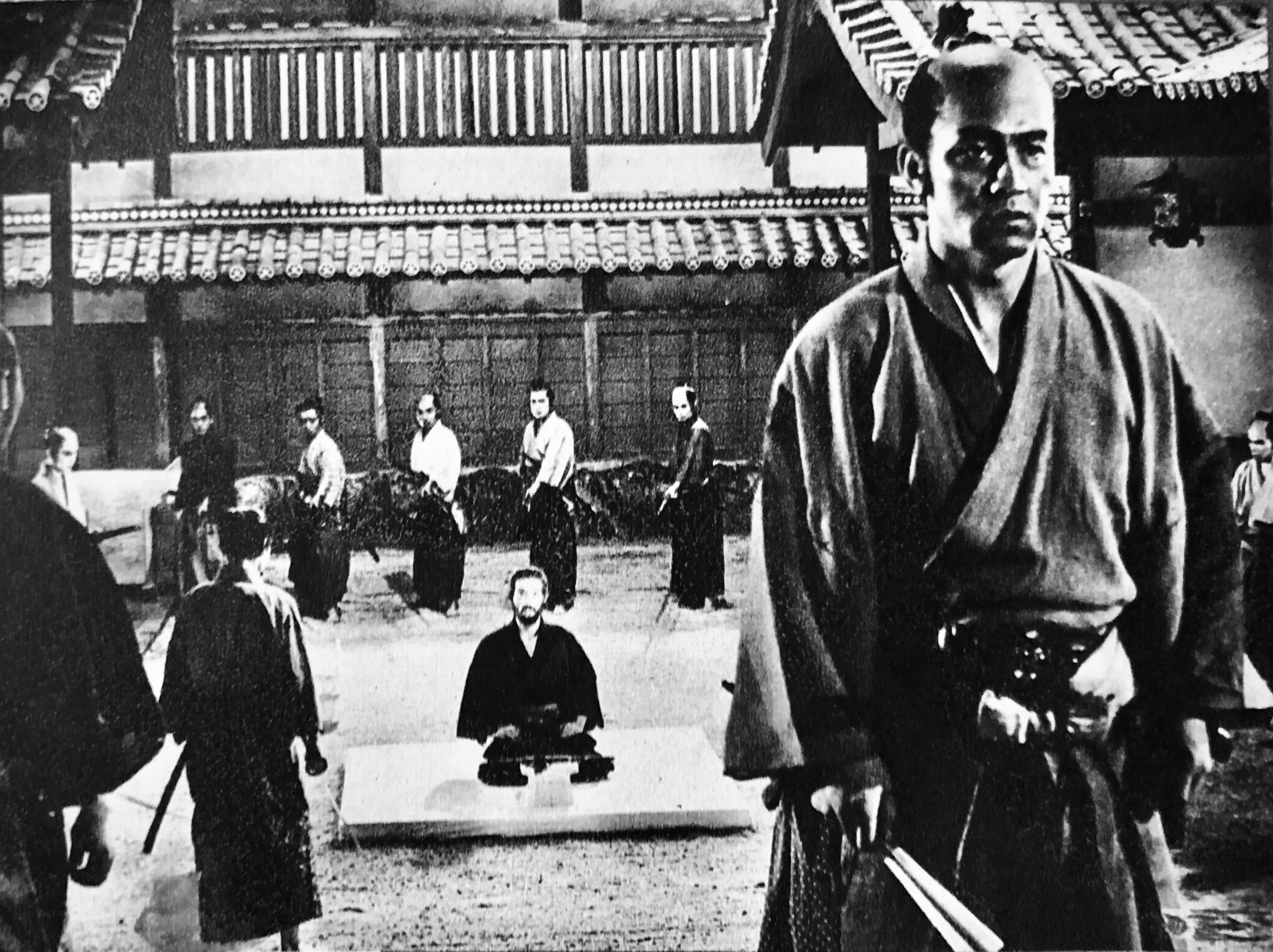
『切腹』（1962年）
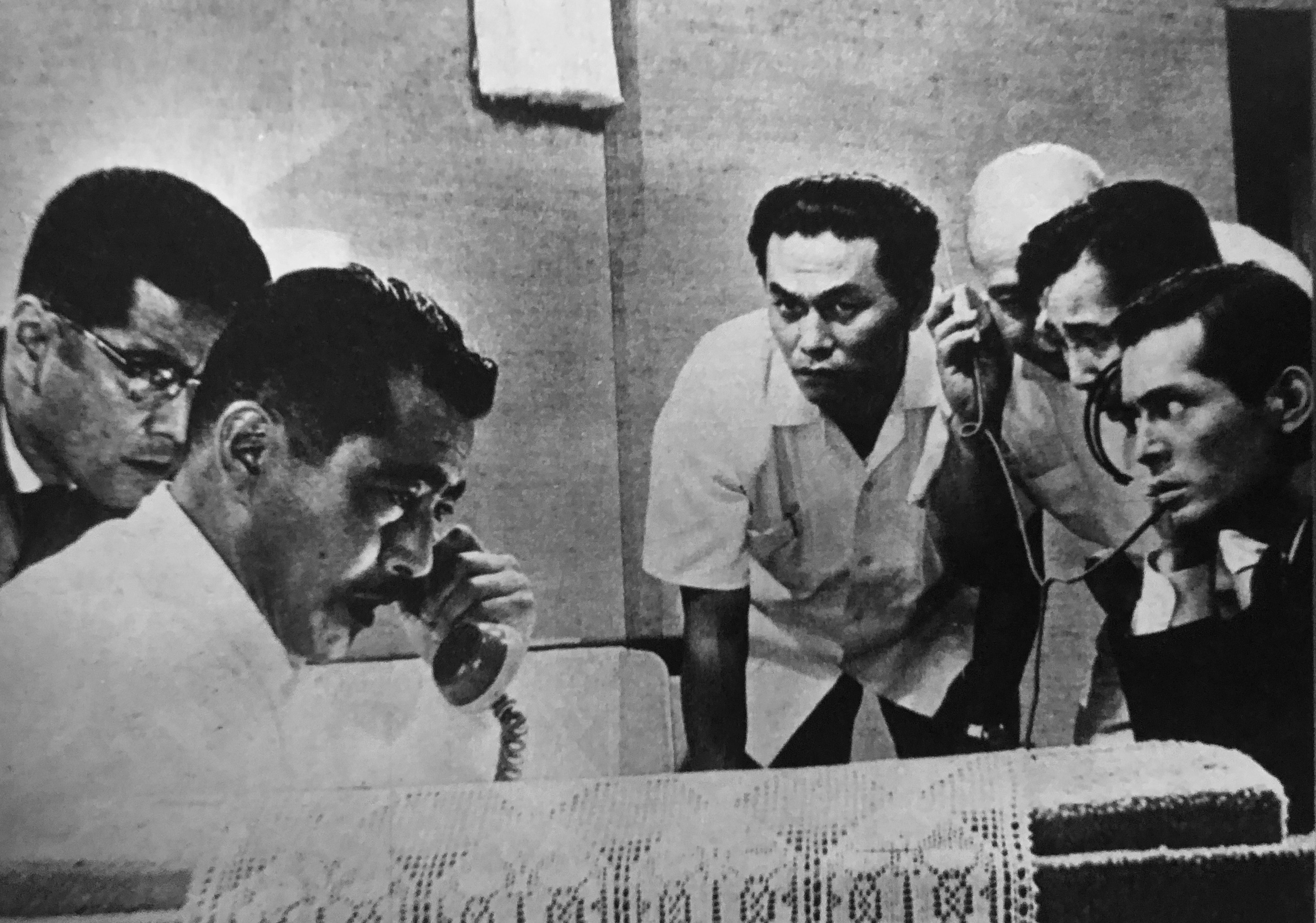
『天国と地獄』（1963年）
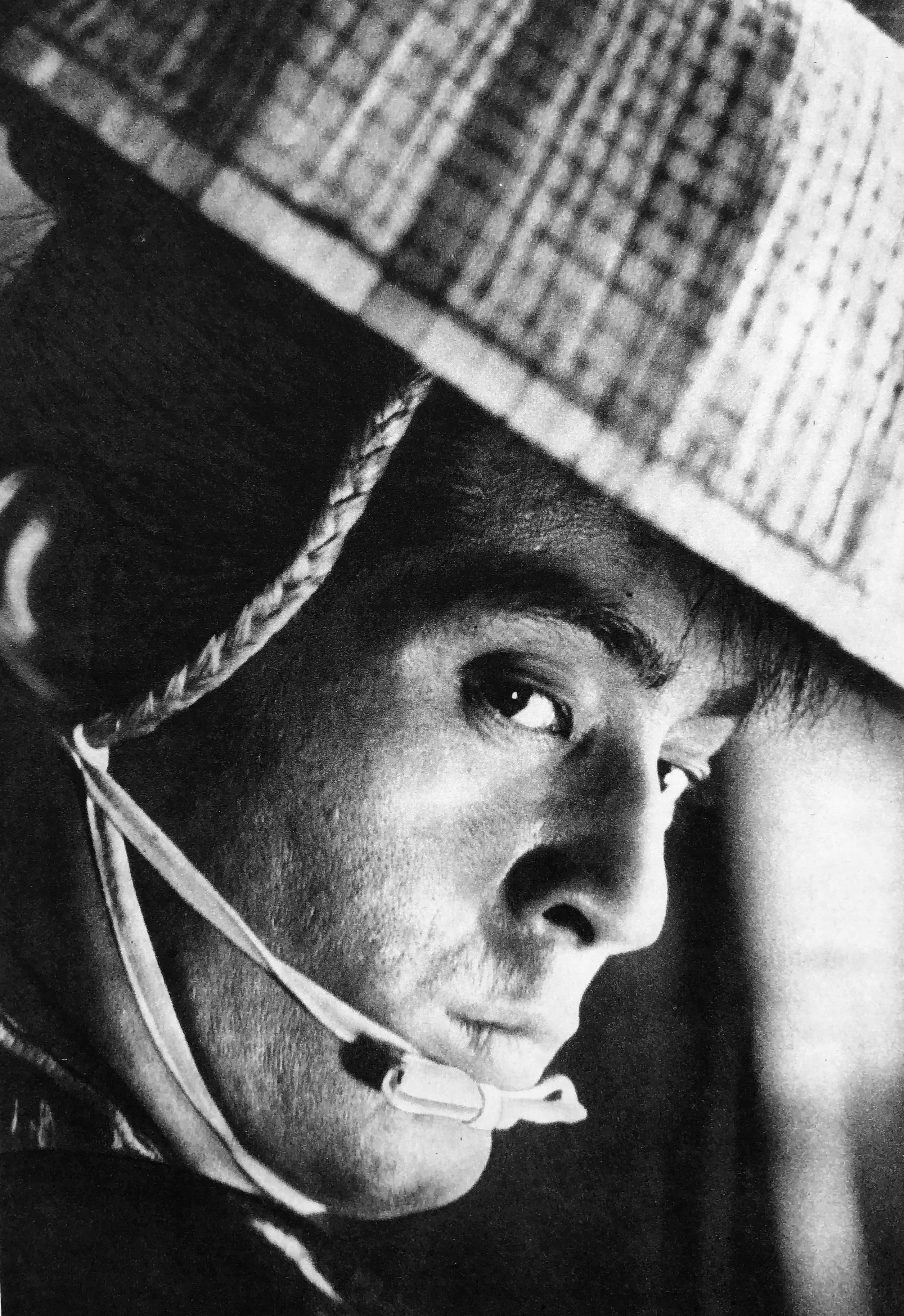
『股旅 三人やくざ』（1965年）
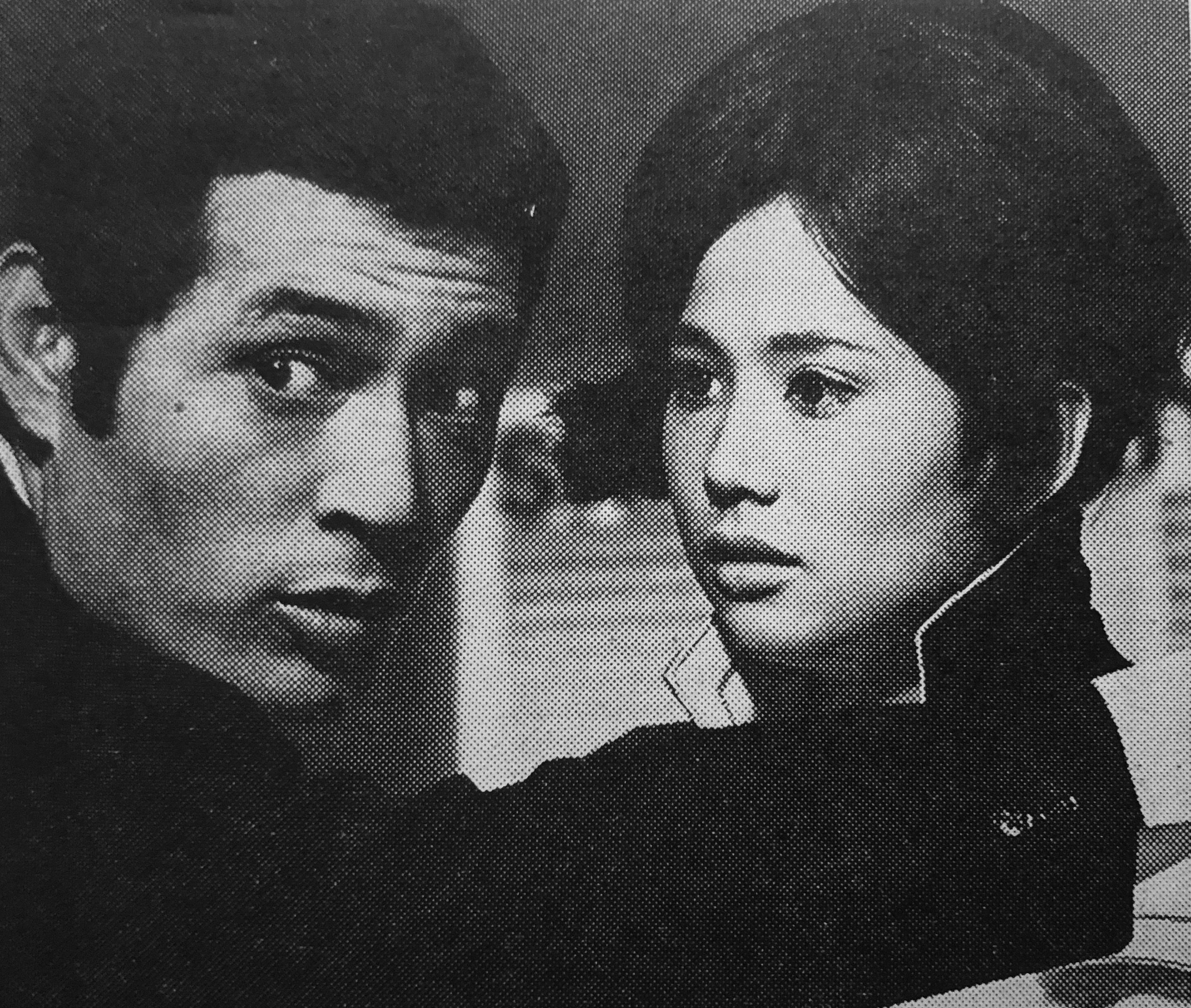
『殺人狂時代』（1967年）

## 無名塾の創立

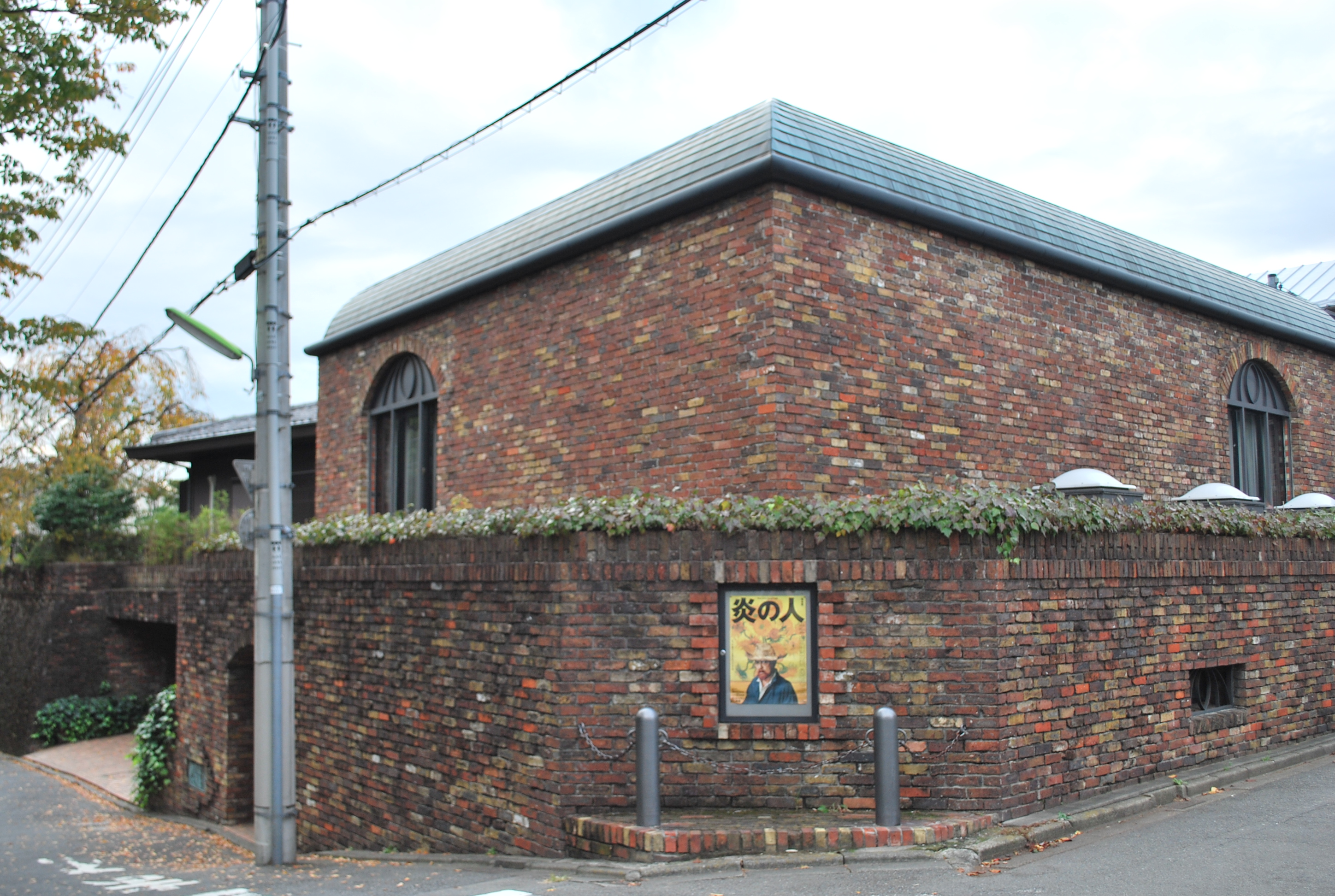
無名塾 仲代劇堂（東京都世田谷区岡本一丁目）

俳優座の看板俳優だった1975年（昭和50年）に、妻・宮崎恭子と共に無名塾を創立して後進の養成を開始した。1979年（昭和54年）には、俳優として縛られず活動したいとの理由で、俳優座を退団。以後は無名塾公演で、脚本・演出を妻に任せ、自分が出演する形で演劇を継続してきた。俳優座時代、また無名塾公演でも多くのシェイクスピア作品に主演した。
所属俳優・出身俳優には、映画・テレビドラマ・舞台で活躍している役所広司、益岡徹、若村麻由美、赤間麻里子、真木よう子、内浦純一、滝藤賢一、村上新悟、松崎謙二、高川裕也、声楽家でありミュージカルなどを中心に活動している佐賀龍彦、演出家として活躍している石栗昌彦がいる。
役所広司（本名：橋本 広司）という芸名は、役所の前職が役所勤めだったことに加え、役どころが広くなることを祈念して仲代が命名した。役所のイントネーションについて、名付け親である仲代は役の方を強めに発音していたが、役所本人としてはどちらでもよいと思っていると語った。また、神崎愛の「愛」という名前は芸名であり、名付け親は仲代である。神崎の「神」という字に合う名前は「愛」しかないというのが理由だという。

## 家族
妻・宮崎恭子とは1955年（昭和30年）に舞台『森は生きている』の共演が縁で1957年（昭和32年）に結婚。宮崎が1962年（昭和37年）に死産してから夫婦に子がなかったため、宮崎の妹・宮崎総子（アナウンサー）の娘・奈緒を養女に迎えている。奈緒は仲代奈緒の名で歌手になった。1996年（平成8年）、宮崎を癌で失う。
脚本家で演出家だった宮崎没後、無名塾公演は演出家を招くか、時には仲代自身が演出を兼ねる形で続いている。弟はシャンソン歌手の仲代圭吾。

## 人物・エピソード
- 温厚な性格で知られるが、若き日には共演者の三船敏郎[41]、萬屋錦之介と酒を飲んで、演技論を戦わせた末にケンカした、という血気盛んな逸話を自ら語っている。丹波哲郎は「ケンカが強いのは仲代」と述べていた[42]。
- 仲代は『大いなる幻影』は10回観たと話すジャン・ギャバンの大ファンであるが、1986年のギャバン主演リメイク作『道』でギャバン役を演じた[43]。
- 大河ドラマでは1995年の『八代将軍吉宗』の題字を書いた。何回も書き直して最後に納得がいったものをスタッフに渡したという。2007年の『風林火山』で武田信虎を演じたとき、映画『影武者』で晩年の武田信玄を演じたことを引き合いに出し、「こういった信玄像もあるのか」としきりに感心していた。
- 2000年、『キネマ旬報』誌上の「映画館をいっぱいにしたマネーメイキング・スターは誰だ!」邦画篇では、渥美清・西田敏行・薬師丸ひろ子・三國連太郎・真田広之・高倉健に次いで第7位。
- 勝プロ製作の映画にも出演しており、以降、勝新太郎とは親しくなった[26]。しかし『影武者』の一件以来[44]、疎遠になったが、1996年、仲代の妻・恭子の葬儀に勝が訪れ、抱き合ったという[26]。勝の『影武者』降板理由について仲代は「真相はわからない」としているが、映画評論家たちの「勝の方が良かったろうな」という声に対しては「勝さんが演じた『影武者』を見た訳じゃないだろう？」と俳優としてのプライドを覗かせた。その一方で「長谷川等伯が描いた武田信玄の肖像画は私のイメージじゃない」と外見に関しては勝に分があったことを認める発言もしている[45]。
- 黒澤明・豊田四郎らの映画監督は、仲代のスケジュールが空くのを待ってでも出演してほしいとし、出演オファーしたという[11]。
- 東宝の俳優であった夏木陽介によれば、田中友幸は夏木や鶴田浩二、堺左千夫、仲代などを自宅に招いてよく麻雀をやっていた[46]。
- 加山雄三とは盟友といえる仲[47]。
- 自叙伝『遺し書き』[注釈 9]では、テレビ東京のドキュメンタリー番組『ネシアの旅人』で太平洋全域の島を訪れた。
- 仲代はプロ野球では川上哲治が現役当時からの巨人軍ファンであることでも知られ[48]、2017年6月13日の巨人 対 ソフトバンク（東京ドーム）戦では巨人軍V9の立役者であった長嶋茂雄や王貞治が来場していた前で始球式を行い、「夢のよう（な一日）だ」と感激したという[49]。

- バラエティー番組へはほとんど出演しないが、徹子の部屋などトーク番組や情報番組でのインタビューなどには出演歴がある。

## 受賞・受章
- 1955年
  - 新劇 新人演技賞（『幽霊』）
- 1957年
  - 日本映画製作者協会 新人賞
  - エランドール賞 新人賞
- 1961年
  - 第16回 毎日映画コンクール 男優主演賞（『人間の條件』、『永遠の人』）
  - NHK映画賞 主演男優賞（『人間の條件』）
- 1962年
  - 第13回 ブルーリボン賞 主演男優賞（『切腹』）
  - 第36回 キネマ旬報賞 主演男優賞（『切腹』、『椿三十郎』）
- 1969年
  - 京都市民映画祭 助演男優賞（『人斬り』）
- 1971年
  - シシリア・タオルミナ映画祭賞
- 1974年
  - 紀伊国屋演劇賞（『リチャード三世』、『友達』）
- 1975年
  - 毎日芸術賞（『どん底』、『令嬢ジュリー』）
  - 芸術選奨文部大臣賞（『どん底』、『令嬢ジュリー』）
- 1980年
  - 文化庁芸術祭賞 優秀賞（『ソルネス』）
  - 第35回 毎日映画コンクール 男優演技賞（『影武者』）
  - ゴールデン・アロー賞 大賞・映画賞
  - 第23回 ブルーリボン賞 主演男優賞（『影武者』、『二百三高地』）
- 1981年
  - エランドール賞 特別賞
- 1982年
  - マニラ映画祭 主演男優賞（『鬼龍院花子の生涯』）
- 1983年
  - 第6回 日本アカデミー賞 優秀主演男優賞（『鬼龍院花子の生涯』）
- 1986年
  - 第10回 日本アカデミー賞 優秀主演男優賞（『熱海殺人事件』、『道』）[50]
- 1992年
  - 日本シェイクスピア賞 男優賞
  - 芸術文化勲章「シュヴァリエ」
- 1993年
  - 紀伊国屋演劇賞（『リチャード三世』）
- 1995年
  - 第47回 NHK放送文化賞
  - 中島町名誉町民
- 1996年
  - 紫綬褒章
- 1999年
  - 第15回 東京都文化賞
  - モンブラン国際文化賞
- 2000年
  - 坪内逍遙大賞
- 2003年
  - 勲四等旭日小綬章
- 2004年
  - 松尾芸能賞 大賞
- 2005年
  - 文化庁芸術祭賞 大賞（『ドライビング・ミス・デイジー』）
- 2006年
  - 読売演劇大賞 選考委員特別賞（『ドライビング・ミス・デイジー』）
- 2007年
  - 文化功労者[51]
  - 第25回 ゴールデングロス賞 全興連特別功労大賞[52]
- 2010年
  - 日本映画批評家大賞 ダイヤモンド大賞 荻昌弘賞（『春との旅』）
  - Asian Film Festival Reggio Emilia 最優秀主演男優賞
- 2011年
  - 第28回 日本映画復興賞
- 2012年
  - 世田谷区名誉区民
- 2013年
  - 第37回山路ふみ子映画賞 映画功労賞
  - 川喜多賞[53]
  - 朝日賞[54]
  - 第8回 大阪アジアン映画祭 スペシャル・メンション（『日本の悲劇』）
- 2015年
  - 京都国際映画祭 三船敏郎賞
  - 文化勲章[55]
- 2016年
  - 第39回 日本アカデミー賞 協会栄誉賞
- 2018年
  - 第32回 高崎映画祭 最優秀主演男優賞（『海辺のリア』）
  - 第25回 読売演劇大賞 芸術栄誉賞
- 2019年
  - 第32回 東京国際映画祭 特別功労賞
- 2021年
  - 第69回 菊池寛賞
- 2024年
  - 名誉都民

## 役職

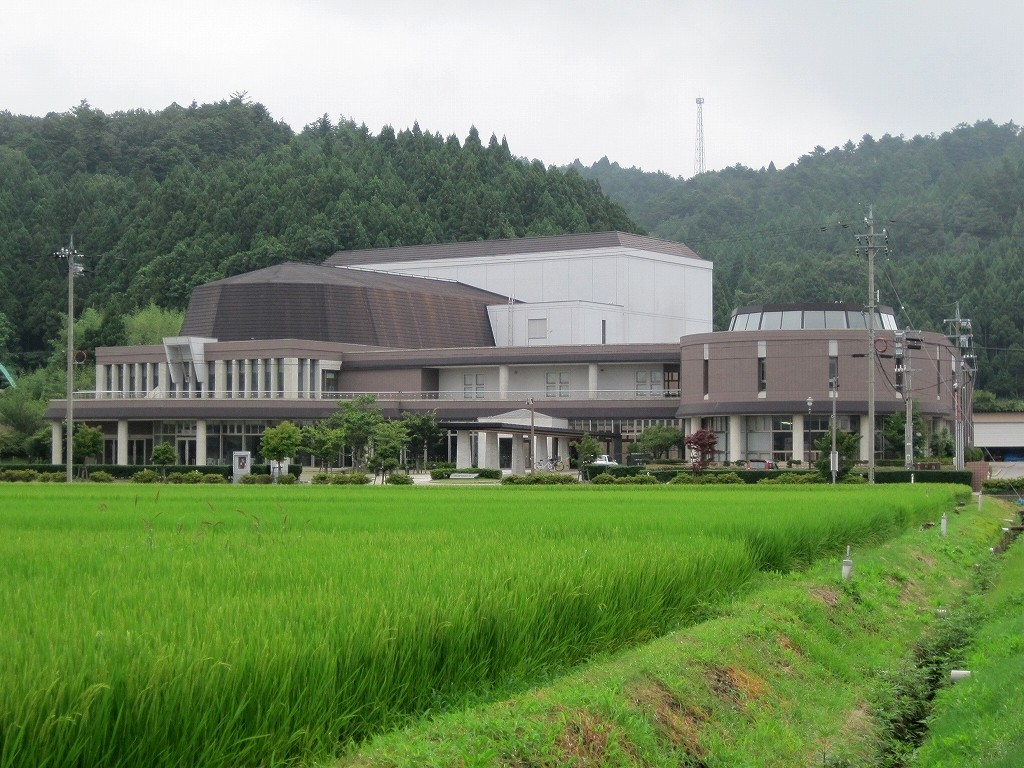
能登演劇堂（石川県七尾市中島町中島上部9番地）

- 能登演劇堂初代名誉館長（1995年）
- 映画芸術科学アカデミー会員（2016年）

## 出演作品
※ 太字は主演

### 演劇
| 公演年             | 作品名                               | 演出             | 作                                 | 上演団体                 | 備考                                                |
| ------------------ | ------------------------------------ | ---------------- | ---------------------------------- | ------------------------ | --------------------------------------------------- |
| 1954年（昭和29年） | 赤いランプ                           | 千田是也         | 真船豊                             | 俳優座                   |                                                     |
| 1954年（昭和29年） | 若人よ蘇れ                           | 千田是也         | 三島由紀夫                         | 俳優座                   |                                                     |
| 1955年（昭和30年） | 女村長アンナ                         | 千田是也         | フリードリヒ・ヴォルフ             | 俳優座                   |                                                     |
| 1955年（昭和30年） | 馬どろぼう                           | 木村鈴吉         | バーナード・ショー                 | 俳優座                   |                                                     |
| 1955年（昭和30年） | 三ちゃんと梨枝                       | 島田安行         | 田中千禾夫                         | 俳優座                   |                                                     |
| 1955年（昭和30年） | 森は生きている                       | 青山杉作         | マルシャーク                       | 俳優座                   |                                                     |
| 1955年（昭和30年） | どれい狩り                           | 千田是也         | 安部公房                           | 俳優座                   |                                                     |
| 1955年（昭和30年） | 幽霊                                 | 大木靖           | ヘンリック・イプセン               | 俳優座                   | 1956年にかけて公演                                  |
| 1955年（昭和30年） | 町人貴族                             | 田中千禾夫       | モリエール                         | 俳優座                   |                                                     |
| 1956年（昭和31年） | 死せる魂                             | 土方与志         | ニコライ・ゴーゴリ                 | 俳優座                   |                                                     |
| 1956年（昭和31年） | 鋏                                   | 阿部広次         | 田中澄江                           | 俳優座                   |                                                     |
| 1956年（昭和31年） | 死水を下からとった話                 | 島田安行         | 田中千禾夫                         | 俳優座                   |                                                     |
| 1957年（昭和32年） | タルチュフ                           | 田中千禾夫       | モリエール                         | 俳優座                   |                                                     |
| 1957年（昭和32年） | りこうなお嫁さん                     | 岩村久雄         | 千田是也                           | 俳優座                   |                                                     |
| 1958年（昭和33年） | 令嬢ジュリー                         | 大木靖           | ストリンドベリ                     | 俳優座                   |                                                     |
| 1959年（昭和34年） | 愛と死の戯れ                         | 田中千禾夫       | ロマン・ロラン                     | 俳優座                   |                                                     |
| 1961年（昭和36年） | 黄色い波                             | 千田是也         | 小山祐士                           | 俳優座                   |                                                     |
| 1962年（昭和37年） | 一度に二人の主人を持つと             | 小沢栄太郎       | ゴルドーニ                         | 俳優座                   |                                                     |
| 1963年（昭和38年） | ものみな歌で終わる                   | 千田是也         | 花田清輝                           | 俳優座                   |                                                     |
| 1964年（昭和39年） | ハムレット                           | 千田是也         | ウィリアム・シェイクスピア         | 俳優座                   | 1965年にかけて公演                                  |
| 1964年（昭和39年） | 東海道四谷怪談                       | 小沢栄太郎       | 鶴屋南北                           | 俳優座                   |                                                     |
| 1966年（昭和41年） | アンナ・カレーニナ                   | 千田是也         | トルストイ                         | 俳優座                   |                                                     |
| 1967年（昭和42年） | どれい狩り                           | 千田是也         | 安部公房                           | 俳優座                   |                                                     |
| 1968年（昭和43年） | 紅塵                                 | 阿部広次         | ショーン・オケーシー               | 俳優座                   |                                                     |
| 1968年（昭和43年） | 東海道四谷怪談                       | 小沢栄太郎       | 鶴屋南北                           | 俳優座                   |                                                     |
| 1970年（昭和45年） | オセロ                               | 千田是也         | ウィリアム・シェイクスピア         | 俳優座                   |                                                     |
| 1973年（昭和48年） | 愛の眼鏡は色ガラス                   | 安部公房         | 安部公房                           | 安部公房スタジオ         |                                                     |
| 1974年（昭和49年） | リチャード三世                       | 増見利清         | ウィリアム・シェイクスピア         | 俳優座                   |                                                     |
| 1974年（昭和49年） | 友達                                 | 安部公房         | 安部公房                           | 安部公房スタジオ         |                                                     |
| 1975年（昭和50年） | どん底                               | 増見利清         | マクシム・ゴーリキー               | 俳優座                   | 1976年にかけて公演                                  |
| 1975年（昭和50年） | 令嬢ジュリー                         | 隆巴・関谷幸雄   | ヨハン・アウグスト・ストリンドベリ | 俳優座                   |                                                     |
| 1977年（昭和52年） | ジュリアス・シーザー                 | 増身利清         | ウィリアム・シェイクスピア         | 俳優座                   |                                                     |
| 1978年（昭和53年） | オイディプス王                       | 隆巴             | ソポクレス                         | 無名塾                   |                                                     |
| 1980年（昭和55年） | ソルネス                             | 隆巴             | ヘンリック・イプセン               | 無名塾                   |                                                     |
| 1981年（昭和56年） | 毒の華 マンドラゴラ                  | 隆巴             | ニッコロ・マキャヴェッリ           | パルコ・仲代プロジェクト |                                                     |
| 1982年（昭和57年） | マクベス                             | 隆巴             | ウィリアム・シェイクスピア         | パルコ・仲代プロジェクト |                                                     |
| 1985年（昭和60年） | どん底                               | 隆巴             | マクシム・ゴーリキー               | パルコ・仲代プロジェクト |                                                     |
| 1986年（昭和61年） | プァー・マーダラー 哀しき殺人者      | 隆巴             | パヴェル・コホウト                 | パルコ・無名塾           |                                                     |
| 1987年（昭和62年） | ルパン                               | 隆巴             | 隆巴                               | パルコ・無名塾           |                                                     |
| 1988年（昭和63年） | 肝っ玉おっ母と子供たち               | 隆巴             | ベルトルト・ブレヒト               | パルコ・無名塾           |                                                     |
| 1990年（平成2年）  | シラノ・ド・ベルジュラック           | 隆巴             | エドモン・ロスタン                 | 無名塾                   |                                                     |
| 1991年（平成3年）  | 令嬢ジュリー                         | 隆巴             | ヨハン・アウグスト・ストリンドベリ | 俳優座                   |                                                     |
| 1993年（平成5年）  | リチャード三世                       | 隆巴             | ウィリアム・シェイクスピア         | 無名塾                   |                                                     |
| 1995年（平成7年）  | ソルネス                             | 隆巴             | ヘンリック・イプセン               | 無名塾                   |                                                     |
| 1996年（平成8年）  | リチャード三世                       | 隆巴・林清人     | ウィリアム・シェイクスピア         | 無名塾                   |                                                     |
| 1997年（平成9年）  | いのちぼうにふろう物語               | 林清人           | 山本周五郎                         | 無名塾                   | 劇作は隆巴                                          |
| 1998年（平成10年） | 愛は謎の変奏曲                       | 宮田慶子         | エリック＝エマニュエル・シュミット | 松竹                     |                                                     |
| 1999年（平成11年） | どん底                               | 林清人           | マクシム・ゴーリキー               | 無名塾                   |                                                     |
| 2000年（平成12年） | セールスマンの死                     | 林清人           | アーサー・ミラー                   | 無名塾                   |                                                     |
| 2001年（平成13年） | ウィンザーの陽気な女房たち           | 林清人           | ウィリアム・シェイクスピア         | 無名塾                   |                                                     |
| 2002年（平成14年） | セールスマンの死                     | 林清人           | アーサー・ミラー                   | 無名塾                   |                                                     |
| 2003年（平成15年） | 森は生きている                       | 仲代達矢         | サムイル・マルシャーク             | 無名塾                   |                                                     |
| 2004年（平成16年） | いのちぼうにふろう物語               | 林清人           | 山本周五郎                         | 無名塾                   | 劇作は隆巴                                          |
| 2005年（平成17年） | ドライビング・ミス・デイジー         | 丹野郁弓         | アルフレッド・ウーリー             | 劇団民藝・無名塾         | 2009年まで公演                                      |
| 2008年（平成20年） | ドン・キホーテ                       | 丹野郁弓         | ミゲル・デ・セルバンテス           | 無名塾                   | 上演台本は岡山矢                                    |
| 2010年（平成22年） | ジョン・ガブリエルと呼ばれた男       | 栗山民也         | ヘンリック・イプセン               | テレビ朝日               |                                                     |
| 2011年（平成23年） | 炎の人                               | 鵜山仁           | 三好十郎                           | 無名塾                   |                                                     |
| 2012年（平成24年） | Hobson's Choice 〜ホブソンの婿選び〜 | 丹野郁弓         | ハロルド・ブリッグハウス           | 無名塾                   |                                                     |
| 2013年（平成25年） | 授業                                 | 林清人           | ウージェーヌ・イヨネスコ           | 無名塾                   |                                                     |
| 2013年（平成25年） | 青ひげ公の城                         | 井上道義         | バラージュ・ベーラ                 | 東京芸術劇場             | オペラ                                              |
| 2013年（平成25年） | ロミオとジュリエット                 | 高瀬久男         | ウィリアム・シェイクスピア         | 無名塾                   |                                                     |
| 2014年（平成26年） | バリモア                             | 丹野郁弓         | ウィリアム・ルース                 | 無名塾                   | 2015年にかけて公演                                  |
| 2015年（平成27年） | 死の舞踏                             | 小林政広         | ヨハン・アウグスト・ストリンドベリ | メジャーリーグ           | リーディング公演                                    |
| 2015年（平成27年） | おれたちは天使じゃない               | 丹野郁弓         | アルベール・ユッソン               | 無名塾                   | 脚本はサム＆ベッラ・スピーワック 2016年にかけて公演 |
| 2017年（平成29年） | 肝っ玉おっ母と子供たち               | 隆巴             | ベルトルト・ブレヒト               | 無名塾                   | 2018年にかけて公演                                  |
| 2019年（令和元年） | ぺてん師 タルチュフ                  | 髙橋和男         | モリエール                         | 無名塾                   | 2019年〜2020年にかけて公演                          |
| 2020年（令和2年）  | 人間失格                             | 岡山矢           | 太宰治                             | 無名塾                   | 2020年にかけて公演                                  |
| 2021年（令和3年）  | 左の腕                               | 仲代達矢・岡山矢 | 松本清張                           | 無名塾                   | 2021年〜2022年にかけて公演                          |
| 2022年（令和4年）  | いのちぼうにふろう物語               | 林清人           | 山本周五郎                         | 無名塾                   | 劇作は隆巴                                          |
| 2023年（令和5年）  | バリモア                             | 丹野郁弓         | ウィリアム・ルース                 | 無名塾                   | 2023年3月16日〜3月23日にかけて公演                  |

### 映画

#### 1950年代
| 公開年             | 作品名              | 役名                               | 制作（配給）     | 備考                             |
| ------------------ | ------------------- | ---------------------------------- | ---------------- | -------------------------------- |
| 1954年（昭和29年） | 七人の侍            | 通りすがりの浪人（ノンクレジット） | 東宝             | 映画デビュー作                   |
| 1955年（昭和30年） | 浮草日記            | 組合の青年                         | -                |                                  |
| 1956年（昭和31年） | 火の鳥              | 長沼敬一                           | 日活             |                                  |
| 1956年（昭和31年） | 裸足の青春          | 和田雄次                           | 東宝             |                                  |
| 1956年（昭和31年） | サザエさん          | ノリスケ                           | 東宝             |                                  |
| 1956年（昭和31年） | おしどりの間        | 安藤                               | 東宝             |                                  |
| 1957年（昭和32年） | 大番シリーズ        | 新どん                             | 東宝             |                                  |
| 1957年（昭和32年） | あらくれ            | 木村                               | 東宝             |                                  |
| 1957年（昭和32年） | ひかげの娘          | 本橋                               | 東宝             |                                  |
| 1957年（昭和32年） | 続大番（風雲篇）    | 新どん                             | 東宝             |                                  |
| 1957年（昭和32年） | 危険な英雄          | 今村記者                           | 東宝             |                                  |
| 1957年（昭和32年） | 肌色の月            | 滝二郎                             | 東宝             |                                  |
| 1957年（昭和32年） | 黒い河              | 人斬りジョー                       | 松竹             |                                  |
| 1957年（昭和32年） | 続大番（怒涛篇）    | 新どん                             | 東宝             |                                  |
| 1957年（昭和32年） | サザエさんの青春    | ノリスケ                           | 東宝             |                                  |
| 1958年（昭和33年） | 乾杯!見合結婚       | 笹田国彦                           | 東宝             |                                  |
| 1958年（昭和33年） | 母三人              | 河上健作                           | 東宝             |                                  |
| 1958年（昭和33年） | 夜の波紋            | 真崎                               | 松竹             |                                  |
| 1958年（昭和33年） | 結婚のすべて        | 中山明                             | 東宝             |                                  |
| 1958年（昭和33年） | ぶっつけ本番        | 原                                 | 東宝             |                                  |
| 1958年（昭和33年） | 続大番（完結篇）    | 新どん                             | 東宝             |                                  |
| 1958年（昭和33年） | 風流温泉日記        | 島田和夫                           | 宝塚映画（東宝） |                                  |
| 1958年（昭和33年） | 炎上                | 戸刈                               | 大映             |                                  |
| 1958年（昭和33年） | 裸の太陽            | 新どん                             | 東映             | ベルリン国際映画祭青少年向映画賞 |
| 1959年（昭和34年） | 人間の條件 第1・2部 | 梶                                 | 松竹             | 主演                             |
| 1959年（昭和34年） | 野獣死すべし        | 伊達邦彦                           | 東宝             | 主演                             |
| 1959年（昭和34年） | 鍵                  | 木村                               | 大映             |                                  |
| 1959年（昭和34年） | 銀座のお姐ちゃん    | 田村京助                           | 東宝             |                                  |
| 1959年（昭和34年） | 暗夜行路            | 要                                 | 東宝             |                                  |
| 1959年（昭和34年） | 人間の條件 第3・4部 | 梶                                 | 松竹             | 主演                             |

#### 1960年代
| 公開年             | 作品名                          | 役名               | 制作（配給）     | 備考         |
| ------------------ | ------------------------------- | ------------------ | ---------------- | ------------ |
| 1960年（昭和35年） | 女が階段を上る時                | 小松謙一           | 東宝             |              |
| 1960年（昭和35年） | 娘・妻・母                      | 黒木信吾           | 東宝             |              |
| 1960年（昭和35年） | 青い野獣                        | 黒木康彦           | 東宝             |              |
| 1960年（昭和35年） | みな殺しの歌より 拳銃よさらば!  | 坪田               | 東宝             |              |
| 1961年（昭和36年） | 人間の條件 第5・6部             | 梶                 | 松竹             | 主演・完結篇 |
| 1961年（昭和36年） | 用心棒                          | 卯之助             | 東宝             |              |
| 1961年（昭和36年） | 妻として女として                | 南                 | 東宝             |              |
| 1961年（昭和36年） | 雲がちぎれる時                  | ジェームス・キムラ | 松竹             |              |
| 1961年（昭和36年） | 永遠の人                        | 小清水平兵衛       | 松竹             |              |
| 1962年（昭和37年） | 椿三十郎                        | 室戸半兵衛         | 東宝             |              |
| 1962年（昭和37年） | からみ合い                      | 古川菊夫           | 松竹             |              |
| 1962年（昭和37年） | お吟さま                        | 高山右近           | 松竹             |              |
| 1962年（昭和37年） | 切腹                            | 津雲半四郎         | 松竹             | 主演         |
| 1962年（昭和37年） | 乳房を抱く娘たち                | 賢一               | 大映             |              |
| 1963年（昭和38年） | 憂愁平野                        | 巽魚次郎           | 東宝             |              |
| 1963年（昭和38年） | 天国と地獄                      | 戸倉警部           | 東宝             |              |
| 1963年（昭和38年） | 五十万人の遺産                  | 群司満             | 宝塚映画（東宝） |              |
| 1963年（昭和38年） | 白と黒                          | 浜野一郎           | 東宝             |              |
| 1963年（昭和38年） | みれん                          | 木下涼太           | 東宝             |              |
| 1963年（昭和38年） | 女の歴史                        | 秋本隆             | 東宝             |              |
| 1964年（昭和39年） | ミスター・ジャイアンツ 勝利の旗 | -                  | 東宝             |              |
| 1964年（昭和39年） | 蟻地獄作戦                      | 一色中尉           | 宝塚映画（東宝） | 主演         |
| 1964年（昭和39年） | 怪談                            | 巳之吉             | 東宝             |              |
| 1965年（昭和40年） | 最後の審判                      | 金井次郎           | 東宝             |              |
| 1965年（昭和40年） | 股旅 三人やくざ                 | 初雁の千太郎       | 東映             |              |
| 1965年（昭和40年） | 四谷怪談                        | 民谷伊右衛門       | 東宝             | 主演         |
| 1965年（昭和40年） | 血と砂                          | 佐久間大尉         | 東宝             |              |
| 1966年（昭和41年） | 五匹の紳士                      | 笈田               | 松竹             |              |
| 1966年（昭和41年） | 大菩薩峠                        | 机竜之助           | 宝塚映画（東宝） | 主演         |
| 1966年（昭和41年） | 他人の顔                        | 男                 | 東宝             | 主演         |
| 1966年（昭和41年） | 沈丁花                          | 金平教授           | 東宝             |              |
| 1967年（昭和42年） | 殺人狂時代                      | 桔梗信治           | 東宝             | 主演         |
| 1967年（昭和42年） | 佐々木小次郎                    | 宮本武蔵           | 東宝             |              |
| 1967年（昭和42年） | 上意討ち 拝領妻始末             | 浅野帯刀           | 東宝             |              |
| 1967年（昭和42年） | ゴメスの名はゴメス 流砂         | 坂本修             | 松竹             | 主演         |
| 1967年（昭和42年） | 旅路                            | 室伏雄一郎         | 東宝             |              |
| 1967年（昭和42年） | 日本のいちばん長い日            | -                  | 東宝             | ナレーター   |
| 1968年（昭和43年） | 斬る                            | 源太               | 東宝             | 主演         |
| 1968年（昭和43年） | 連合艦隊司令長官 山本五十六     | -                  | 東宝             | ナレーター   |
| 1968年（昭和43年） | 肉弾                            | -                  | ATG              | ナレーター   |
| 1968年（昭和43年） | 野獣暁に死す                    | James El Fego      | 東宝             | イタリア映画 |
| 1969年（昭和44年） | 御用金                          | 脇坂孫兵衛         | 東宝             |              |
| 1969年（昭和44年） | 若者はゆく 続若者たち           | -                  | 松竹             | ナレーター   |
| 1969年（昭和44年） | 栄光への5000キロ                | 竹内正臣           | 松竹             |              |
| 1969年（昭和44年） | 日本海大海戦                    | 明石大佐           | 東宝             |              |
| 1969年（昭和44年） | 人斬り                          | 武市半平太         | 東宝             |              |
| 1969年（昭和44年） | 地獄変                          | 絵師良秀           | 東宝             |              |
| 1969年（昭和44年） | 天狗党                          | 仙太郎             | 大映             | 主演         |

#### 1970年代
| 公開年             | 作品名                  | 役名               | 制作（配給） | 備考 |
| ------------------ | ----------------------- | ------------------ | ------------ | ---- |
| 1970年（昭和45年） | 蝦夷館の決闘            | 本庄大膳亮         | 東宝         |      |
| 1970年（昭和45年） | 幕末                    | 中岡慎太郎         | 東宝         |      |
| 1970年（昭和45年） | 無頼漢                  | 片岡直次郎         | 東宝         | 主演 |
| 1970年（昭和45年） | 座頭市あばれ火祭り      | 浪人               | ダイニチ     |      |
| 1970年（昭和45年） | 商魂一代 天下の暴れん坊 | 吉田東洋           | 東宝         |      |
| 1971年（昭和46年） | 暁の挑戦                | 塚越               | 松竹         |      |
| 1971年（昭和46年） | 激動の昭和史 沖縄決戦   | 八原高級参謀       | 東宝         |      |
| 1971年（昭和46年） | 出所祝い                | 岩橋清治           | 東宝         | 主演 |
| 1971年（昭和46年） | いのちぼうにふろう      | 定七               | 東宝         | 主演 |
| 1973年（昭和48年） | 王将                    | 関根八段           | 松竹         |      |
| 1973年（昭和48年） | 人間革命                | 日蓮               | 東宝         |      |
| 1973年（昭和48年） | 朝やけの詩              | 作蔵               | 東宝         |      |
| 1973年（昭和48年） | 哀しみのベラドンナ      | 悪魔               | 日本ヘラルド |      |
| 1974年（昭和49年） | 華麗なる一族            | 万俵鉄平・万俵敬介 | 東宝         |      |
| 1975年（昭和50年） | 青春の門                | 伊吹重蔵           | 東宝         |      |
| 1975年（昭和50年） | 吶喊                    | 土方歳三           | ATG          |      |
| 1975年（昭和50年） | 吾輩は猫である          | 珍野苦沙弥         | 東宝         | 主演 |
| 1975年（昭和50年） | 金環蝕                  | 星野康雄           | 東宝         | 主演 |
| 1976年（昭和51年） | 挽歌                    | 桂木節雄           | 東宝         |      |
| 1976年（昭和51年） | 続・人間革命            | 日蓮               | 東宝         |      |
| 1976年（昭和51年） | 不毛地帯                | 壱岐正             | 東宝         | 主演 |
| 1977年（昭和52年） | 姿三四郎                | 矢野正五郎         | 東宝         |      |
| 1978年（昭和53年） | 女王蜂                  | 大道寺銀造         | 東宝         |      |
| 1978年（昭和53年） | 雲霧仁左衛門            | 雲霧仁左衛門       | 松竹         | 主演 |
| 1978年（昭和53年） | 火の鳥                  | ニニギ             | 東宝         |      |
| 1978年（昭和53年） | ブルークリスマス        | 南一矢             | 東宝         |      |
| 1979年（昭和54年） | 闇の狩人                | 清右衛門           | 東宝         | 主演 |

#### 1980・1990年代
| 公開年             | 作品名                                   | 役名         | 制作（配給）         | 備考                   |
| ------------------ | ---------------------------------------- | ------------ | -------------------- | ---------------------- |
| 1980年（昭和55年） | 二百三高地                               | 乃木希典     | 東映                 | 主演                   |
| 1980年（昭和55年） | 影武者                                   | 武田信玄     | 東宝                 | 主演                   |
| 1981年（昭和56年） | 日本の熱い日々 謀殺・下山事件            | 矢代         | 松竹                 |                        |
| 1982年（昭和57年） | 鬼龍院花子の生涯                         | 鬼龍院政五郎 | 東映                 | 主演                   |
| 1982年（昭和57年） | 遠野物語                                 | 乙蔵         | 日本ヘラルド         |                        |
| 1983年（昭和58年） | 日本海大海戦 海ゆかば                    | -            | 東映                 | ナレーション           |
| 1983年（昭和58年） | 宇宙戦艦ヤマト 完結編                    | -            | 東映                 | ナレーション           |
| 1984年（昭和59年） | 北の螢                                   | 月潟剛史     | 東映                 |                        |
| 1985年（昭和60年） | 乱                                       | 一文字秀虎   | 東宝・日本ヘラルド   | 主演・フランスとの合作 |
| 1985年（昭和60年） | 食卓のない家                             | 鬼童子信之   | 松竹富士             | 主演                   |
| 1986年（昭和61年） | 熱海殺人事件                             | 二階堂伝兵衛 | ジョイパックフィルム | 主演                   |
| 1986年（昭和61年） | 道                                       | 田島精治     | 東映                 |                        |
| 1987年（昭和62年） | ハチ公物語                               | 上野秀次郎   | 松竹富士             | 主演                   |
| 1987年（昭和62年） | トリナクリア PORSCHE 959                 | マサシ       | 日本ヘラルド         |                        |
| 1988年（昭和63年） | 優駿 ORACION                             | 和具平八郎   | 東宝                 |                        |
| 1988年（昭和63年） | アナザー・ウェイ ―D機関情報―             | 島村         | 東宝                 |                        |
| 1989年（平成元年） | 226                                      | 杉山元       | 松竹富士             |                        |
| 1989年（平成元年） | 戦場にかける橋2/クワイ河からの生還       | 原田少佐     | 日本ヘラルド         | イギリス映画           |
| 1991年（平成3年）  | フィレンツェの風に抱かれて               | 坂崎         | 東映                 |                        |
| 1991年（平成3年）  | 陽炎                                     | 村井常次郎   | 松竹                 |                        |
| 1992年（平成4年）  | 豪姫                                     | 古田織部     | 松竹                 |                        |
| 1992年（平成4年）  | 遠き落日                                 | 小林栄       | 松竹                 |                        |
| 1992年（平成4年）  | 妖獣都市 〜香港魔界篇                    | Gen Daishu   | -                    | 香港映画               |
| 1993年（平成5年）  | 子連れ狼 その小さき手に                  | 柳生烈堂     | 松竹                 |                        |
| 1993年（平成5年）  | 月光の夏                                 | 風間森介     | ヘラルド・エース     |                        |
| 1994年（平成6年）  | 第2回欽ちゃんのシネマジャック 〜蛍の光〜 | あやしげな客 | 東宝                 |                        |
| 1995年（平成7年）  | EAST MEETS WEST                          | 勝麟太郎     | 松竹                 |                        |
| 1996年（平成8年）  | 宮澤賢治 その愛                          | 宮澤政次郎   | 松竹                 |                        |
| 1999年（平成11年） | 金融腐蝕列島〔呪縛〕                     | 佐々木英明   | 東映                 |                        |

#### 2000年以降
| 公開年             | 作品名                                  | 役名             | 配給                             | 備考                                                                   |
| ------------------ | --------------------------------------- | ---------------- | -------------------------------- | ---------------------------------------------------------------------- |
| 2000年（平成12年） | 雨あがる                                | 辻月丹           | 東宝                             |                                                                        |
| 2002年（平成14年） | 助太刀屋助六                            | 片倉梅太郎       | 東宝                             |                                                                        |
| 2002年（平成14年） | 白い犬とワルツを                        | 中本英助         | 東映                             |                                                                        |
| 2002年（平成14年） | 陽はまた昇る                            | 松下幸之助       | 東映                             |                                                                        |
| 2003年（平成15年） | 阿修羅のごとく                          | 竹沢恒太郎       | 東宝                             |                                                                        |
| 2005年（平成17年） | 男たちの大和/YAMATO                     | 神尾克己         | 東映                             |                                                                        |
| 2006年（平成18年） | 犬神家の一族                            | 犬神佐兵衛       | 東宝                             |                                                                        |
| 2009年（平成21年） | 引き出しの中のラブレター                | 速見恭三         | 松竹                             |                                                                        |
| 2010年（平成22年） | 春との旅                                | 中井忠男         | ティ・ジョイ、アスミック・エース | 主演                                                                   |
| 2010年（平成22年） | 座頭市 THE LAST                         | 天道             | 東宝                             |                                                                        |
| 2012年（平成24年） | フクシマ2011 被曝に晒された人々の記録   | -                | ゴー・シネマ                     | 語り                                                                   |
| 2012年（平成24年） | 毒とひまわり 名張毒ぶどう酒事件の半世紀 | -                | 東風                             | 語り                                                                   |
| 2012年（平成24年） | ツナグ                                  | 秋山定之         | 東宝                             |                                                                        |
| 2013年（平成25年） | 約束〜名張毒ぶどう酒事件 死刑囚の生涯〜 | 奥西勝           | 東海テレビ放送                   |                                                                        |
| 2013年（平成25年） | 日本の悲劇                              | 村井不二男       | 太秦                             | 主演                                                                   |
| 2013年（平成25年） | 書くことの重さ 作家 佐藤泰志            | -                | 太秦                             | 語り                                                                   |
| 2013年（平成25年） | 人類資金                                | 笹倉暢彦         | 松竹                             |                                                                        |
| 2013年（平成25年） | かぐや姫の物語                          | 炭焼きの老人     | 東宝                             | 声の出演                                                               |
| 2014年（平成26年） | ジョバンニの島                          | 瀬能純平         | ワーナー・ブラザース映画         | 声の出演                                                               |
| 2015年（平成27年） | 仲代達矢「役者」を生きる                | -                | アークエンタテインメント         | ドキュメンタリー                                                       |
| 2015年（平成27年） | ゆずり葉の頃                            | 宮謙一郎         | パンドラ                         |                                                                        |
| 2015年（平成27年） | NORIN TEN〜稲塚権次郎物語               | 稲塚権次郎       | 太秦                             |                                                                        |
| 2015年（平成27年） | 果し合い                                | 庄司佐之助       | 日本映画放送                     | 主演 時代劇専門チャンネルでも放映                                      |
| 2016年（平成28年） | ふたりの死刑囚                          | -                | 東海テレビ放送                   | 語り                                                                   |
| 2017年（平成29年） | 海辺のリア                              | 桑畑兆吉         | 東京テアトル                     | 主演 日本映画専門チャンネルでも放映                                    |
| 2018年（平成30年） | 返還交渉人 いつか、沖縄を取り戻す       | -                | アークエンタテインメント         | 語り                                                                   |
| 2018年（平成30年） | ああ栄光は君に輝く                      | -                | タキオンジャパン                 | 語り                                                                   |
| 2018年（平成30年） | 眠る村                                  | -                | 東海テレビ放送                   | ナレーション                                                           |
| 2019年（令和元年） | ある町の高い煙突                        | 関根兵馬         | Kムーブ                          |                                                                        |
| 2020年（令和2年）  | 帰郷                                    | 宇之吉           | 時代劇専門チャンネル             | 主演 時代劇専門チャンネルでも放映                                      |
| 2022年（令和4年）  | 峠 最後のサムライ                       | 牧野忠恭（雪堂） | 松竹                             | 2020年に公開される予定だったが、新型コロナウイルスの影響で延期になった |
| 2022年（令和4年）  | 役者として生きる 無名塾第31期生の4人    | -                | タキオンジャパン                 | ドキュメンタリー                                                       |

### テレビドラマ
- 忠直卿行状記（1958年、日本テレビ） - 松平忠直
- 仲代達矢アワー 加賀騒動（1964年、フジテレビ） - 大槻伝蔵
- 仲代達矢アワー 荒野の素浪人（1965年、フジテレビ） - 峠九十郎
- 戸田家の兄妹（1965年、フジテレビ） - 戸田進太郎
- ゴメスの名はゴメス（1967年、フジテレビ） - 坂本修
- 沓掛時次郎（1967年、フジテレビ） - 沓掛時次郎
- 大河ドラマ（NHK総合）
  - 新・平家物語（1972年） - 平清盛
  - 秀吉（1996年） - 千利休
  - 風林火山（2007年） - 武田信虎
- 木曜スペシャル 太平洋戦争秘話「緊急暗号電、祖国ヨ和平セヨ!」 - 欧州から愛をこめて（1975年、日本テレビ） - 勝村義朗 　テレビ大賞優秀番組賞受賞作品
- 野口英世伝 光は東方より 青春篇・風雲篇（1976年11月14日・11月21日、TBS） - 野口英世 [63]
- 海は甦える（1977年、TBS） - 山本権兵衛 　テレビ大賞優秀番組賞、エランドール賞特別賞受賞作品
- 砂の器（1977年、フジテレビ） - 今西栄太郎
- 昭和怪盗傳（1977年、土曜ワイド劇場） - 津田梅吉 　ギャラクシー賞（選奨）受賞作品
- 追いつめる（1978年、フジテレビ） - 志田司郎
- 蒼き狼 成吉思汗の生涯（1980年、テレビ朝日） - 語り
- 着ながし奉行 悪徳の巣にいどむ一匹侍（1981年、フジテレビ 時代劇スペシャル） - 望月小平太
- 丹下左膳 剣風!百万両の壺（1982年、フジテレビ 同上） - 丹下左馬介
- 地獄の掟 闇の犯罪をめぐる影の証言（1982年、フジテレビ 同上） - 幾造
- 影狩り（1983年、フジテレビ 同上） - 室戸十兵衛
- 樅ノ木は残った（1983年、フジテレビ 同上） - 原田甲斐
- 太閤記（1987年、TBS） - ナレーション
- 飢餓海峡（1988年、フジテレビ） - 弓坂刑事 　放送文化基金賞受賞作品
- 友よ静かに瞑れ（1989年、フジテレビ） - 新藤
- 十三人の刺客（1990年、フジテレビ） - 島田新左衛門
- ドラマ10 ビジネスマンの父より息子への30通の手紙（1990年、NHK総合）
- 荒木又右衛門 決戦・鍵屋の辻（1990年、NHK総合） - 荒木又右衛門 [64]
- 戦艦大和（1990年、フジテレビ） - 伊藤整一
- 忠臣蔵 風の巻・雲の巻（1991年、フジテレビ） - 大石内蔵助
- 風車の浜吉捕物綴（1992年、フジテレビ） - 根津の浜吉
- 清左衛門残日録（1993年、NHK総合） - 三屋清左衛門 　文化庁芸術作品賞（第10話）、第20回放送文化基金賞奨励賞、第31回ギャラクシー賞・テレビ部門推奨、第2回橋田賞受賞作品
- 五粒の真珠（1993年、毎日放送） - 御木本幸吉
- 静かなる熱狂 イサム・ノグチと女優（1993年、札幌テレビ） - イサム・ノグチ
- 大地の子（1995年、NHK総合） - 松本耕次 [65]　モンテカルロ・テレビ祭最優秀作品賞、文化庁芸術作品賞受賞作品
- 松本清張スペシャル・霧の旗（1997年、フジテレビ） - 大塚欽三
- 鏡は眠らない（1997年、NHK総合） - 大島恭一郎
- 宮之原警部 こころの事件簿 京都高瀬川殺人事件（1998年、フジテレビ） - 宮之原昌幸
- 袖振り合うも（2000年、NHK総合） - 岩男 　文化庁芸術祭優秀賞、日本テレビ技術賞（録音）受賞作品
- 女と愛とミステリー嘱託刑事・小山田昭平「旅路の果て」（2001年、テレビ東京） - 小山田昭平
- 春が来た（2002年、NHK総合） - 太郎兵衛（甘利長門）
- 世界の中心で、愛をさけぶ（2004年、TBSテレビ） - 松本謙太郎 （特別出演）
- 大化改新（2005年、NHK総合） - 南淵請安
- 望郷（2005年、NHK総合） - ナレーション
- 星に願いを〜七畳間で生まれた410万の星〜（2005年、フジテレビ） - 若宮崇令
- 新・人間交差点（2006年、NHK総合） - 寺島由次
- 遠い国から来た男（2007年、TBS） - 津山雄作
- ドラマWスペシャル 學（2012年、WOWOW） - 風間信一 　2012年アジア・テレビジョン・アワード最優秀賞受賞作品
- 約束〜名張毒ぶどう酒事件 死刑囚の生涯〜（2012年、東海テレビ） - 奥西勝 　2012年東京ドラマアウォード・ローカル・ドラマ賞受賞作品 [66]
- ドラマW 罪人の嘘（2014年、WOWOW） - 羽根田健之
- 土曜ドラマ 破裂（2015年、NHK総合） - 倉木蓮太郎
- 藤沢周平 新ドラマシリーズ 果し合い（2015年、BSスカパー!・時代劇専門チャンネル） - 庄司佐之助 　ニューヨークフィルムフェスティバル・ドラマスペシャル部門金賞受賞作品 [67][68]
- ドラマW コールドケース 〜真実の扉〜（2016年、WOWOW）
- 巨悪は眠らせない 特捜検事の逆襲（2016年10月5日、テレビ東京） - 橘洋平 [69]
- 返還交渉人 -いつか、沖縄を取り戻す-（2017年8月12日、NHK BSプレミアム） - ナレーション
- 帰郷8K（2020年、BSスカパー!・時代劇専門チャンネル） - 宇之吉 [70]

### ラジオ
- 闖入者（1955年、朝日放送）- ジロ
- わが人生に乾杯! （NHKラジオ第1）
- ラジオドラマ キャンペーン　『奥さん 仲代達矢です』（1992年、ニッポン放送）- 本人役　[注釈 11]
- 夢源氏剣祭文（1995年11月13日 - 17日、NHKラジオ第1・FM ラジオ深夜便）- ナレーション

### ドキュメンタリー
- ステージドア（1997年10月5日、NHK教育） - 隆巴追悼公演を特集
- クロサワ：ザ・ラスト・エンペラー（1999年） - ※ イギリスで放映された黒澤明についてのドキュメンタリー
- テレビ東京開局35周年記念番組 仲代達矢・海を渡りて ネシアの旅人〜もうひとつの海のシルクロード（1999年、テレビ東京）
- いのちの響（2000年、TBS）
- 毒とひまわり〜名張毒ぶどう酒事件の半世紀〜（2010年、東海テレビ） - ナレーター
- BS1スペシャル「仲代達矢 命と向き合う」（2017年12月9日、NHK BS1）[71]
- 眠る村〜名張毒ぶどう酒事件 57年目の真実〜（2018年、東海テレビ） - ナレーター
- ファミリーヒストリー（2019年7月29日、NHK総合）[72]
- ETV特集「黒澤明が描いた『能の美』」（2023年4月8日、NHK Eテレ）[73]

### CM
- 塩野義製薬 ポポンS・パンテーン
- サントリー 白札
- シチズン時計 シチズンエクシード
- キリン・シーグラム エンブレム
- 麒麟麦酒 キリンラガービール（1993年）
- モランボン 生パック・ジャン（1998年）[74]
- トヨタ自動車 クラウン ロイヤルシリーズ（1999年 - 2000年）[75]
- 厚生省（現：厚生労働省）広報 介護保険制度（2000年）[75]
- サッポロビール サッポロ生ビール黒ラベル（2010年 - 2011年、2014年）[75][76]

## 揮毫
- 大河ドラマ／八代将軍吉宗（1995年、NHK） - 題字

## 音楽

### シングル
| 発売日     | 面       | タイトル             | 作詞         | 作曲              | 規格     | 編曲       | 規格品番    |
| テイチク   | テイチク | テイチク             | テイチク     | テイチク          | テイチク | テイチク   | テイチク    |
| ---------- | -------- | -------------------- | ------------ | ----------------- | -------- | ---------- | ----------- |
| 1958年1月  | A        | 男の涙               | 高月ことば   | 村沢良介          | EP       |            |             |
| 1958年1月  | B        | 雨に濡れた青春       | 猪又良       | 村沢良介          | EP       | 塩瀬重雄   |             |
| 1958年3月  | A        | 青空のない男         | 柴田忠男     | 村沢良介          | EP       | 塩瀬重雄   | C-4164      |
| 1958年3月  | B        | 東京の灯よさようなら | 柴田忠男     | 村沢良介          | EP       |            | C-4164      |
| 1958年6月  | A        | 小雨の駐車場         |              | 野崎真一          | EP       | 伊藤恒久   |             |
| 1958年6月  | B        | 銀座ロックン         | 大高ひさを   | 村沢良介          | EP       | 伊藤恒久   |             |
| CBS        |          |                      |              |                   |          |            |             |
| 1967年11月 | A        | 拳銃のバラード       | 訳：片桐和子 | Marcello Giombini | EP       | 森岡賢一郎 | LL-10045-JC |
| 1967年11月 | B        | あなたのその手       | 宮崎恭子     | 森岡賢一郎        | EP       | 森岡賢一郎 | LL-10045-JC |

### アルバム
| 発売日        | アルバム | レーベル       | 規格 | 規格品番   |
| ------------- | --- | -------------- | ---- | ---------- |
| 1971年6月10日 | 燃える男のバラード/長嶋茂雄その栄光のドキュメント ※ ナレーション：仲代達矢、演奏者：服部克久 A面 1. 江夏との思い出の対決場面他（熊谷商高との対戦他） 2. 大学時代の思い出（立教時代の猛練習，父親の死地） 3. 金田投手との対決 4. プロ入り初シーズンの思い出 B面 1. 天覧試合，バッキーから受けた死球等の思い出 2. 日本シリーズの思い出 3. 45年シリーズ終了後の思い出 4. 長嶋茂雄讃歌 | 日本コロムビア | LP   | XMS-10501  |
| 1993年2月1日  | 燃える男のバラード/長嶋茂雄その栄光のドキュメント ※ ナレーション：仲代達矢、演奏者：服部克久 A面 1. 江夏との思い出の対決場面他（熊谷商高との対戦他） 2. 大学時代の思い出（立教時代の猛練習，父親の死地） 3. 金田投手との対決 4. プロ入り初シーズンの思い出 B面 1. 天覧試合，バッキーから受けた死球等の思い出 2. 日本シリーズの思い出 3. 45年シリーズ終了後の思い出 4. 長嶋茂雄讃歌 | 日本コロムビア | CD   | COCA-10573 |

## 著書
- 『役者 MEMO 1955-1980』 講談社、1980年／小池書院「道草文庫」、1997年
- 『遺し書き 仲代達矢自伝』 主婦と生活社、2001年／中公文庫、2010年。改訂版
- 『老化も進化』 講談社＋α新書、2009年。聞き書
- 『仲代達矢が語る日本映画黄金時代』 聞き手 春日太一、PHP新書、2013年／文春文庫、2017年。改訂版
- 『未完。』 KADOKAWA（角川書店）、2014年

## エッセイ
- 『からだひとつ ここまで来たからもう一歩』ハルメク、2018年[77]

## その他
- 『太宰治作品集 全10巻――〈文芸カセット 日本近代文学シリーズ〉――』（岩波書店、1988年6月6日） - 朗読[78]
- 『燃える男のバラード／長嶋茂雄その栄光のドキュメント』（1993年、日本コロムビア） - ナレーション[79]